# The Church and the Woman
The Church and the Woman est un film australien réalisé par Raymond Longford, sorti en 1917.

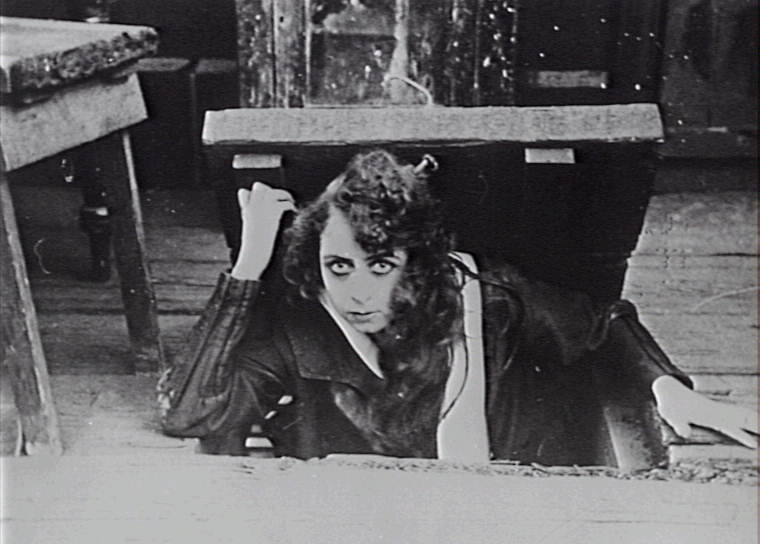
Lottie Lyell dans une scène du film.

Le film explore les divisions sectaires dans la société australienne de l'époque, particulièrement les dangers des mariages mixtes entre catholiques et protestants.

## Synopsis
Eileen Shannon tombe amoureuse du Dr Burton. Cependant, il est protestant et son père, John, un fervent catholique, refuse de consentir à leur mariage. Eileen implore l'aide de son frère Darcy, prêtre catholique, mais celui-ci n'est pas non plus favorable aux mariages mixtes.
John est assassiné, et le Dr Burton est arrêté pour le crime et condamné à mort. Le véritable meurtrier avoue son crime à Darcy au confessionnal. Incapable de trahir le secret de la confession, Darcy avoue le meurtre et le Dr Burton est libéré. Le véritable meurtrier finit par avouer, et Eileen épouse le Dr Burton.

## Fiche technique
- Réalisation : Raymond Longford
- Scénario : Raymond Longford d'après le roman A Priest's Secret d'Edmund Finn
- Producteur : 	Humbert Pugliese
- Photographie : Ernest Higgins
- Montage : Ernest Higgins
- Production : Longford-Pugliese
- Pays de production :  Australie
- Distributeur : Caroline Frances Pugliese
- Durée : 7 000 ft
- Date de sortie : 13 octobre 1917

## Distribution
- Lottie Lyell : Eileen Shannon
- Boyd Irwin : Dr Sidney Burton
- Nada Conrade : Helen Burton
- J.P. O'Neill : Mike Feeney

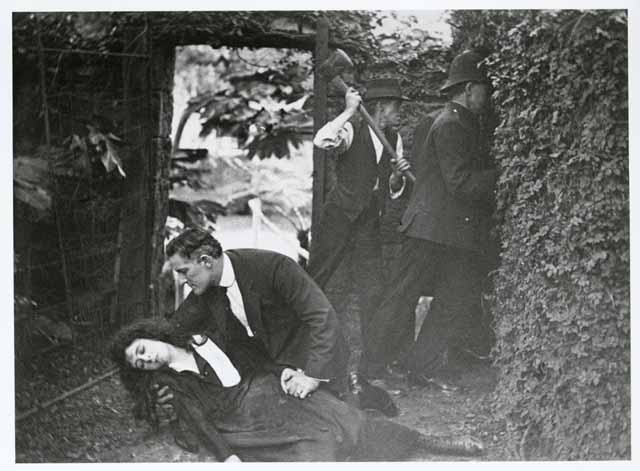
Un scène du film.

- Harry Roberts : Father Darcy Shannon
- Percy Walshe : John Shannon
- Roland Watts-Phillips
- Pat McGrath
- George K. Chesterton Bonar